# Echinoderidae
Echinoderidae é uma família de animais do filo Kinorhyncha, ordem Cyclorhagida, subordem Cyclorhagae.

## Géneros
Estão descritos os seguintes géneros:
- Cephalorhyncha Adrianov, 1999 in Adrianov & Malakhov, 1999
- Echinoderes Claparède, 1863
- Fissuroderes Neuhaus & Blasche, 2006
- Meristoderes Herranz, Thormar, Benito, Sánchez & Pardos, 2012
- Polacanthoderes Sørensen, 2008